# Meridiano 112 E
O meridiano 112 E é um meridiano que, partindo do Polo Norte, atravessa o Oceano Ártico, Ásia, Oceano Índico, Oceano Antártico, Antártida e chega ao Polo Sul. Forma um círculo máximo com o Meridiano 68 W.
Começando no Polo Norte, o meridiano 112º Este tem os seguintes cruzamentos:
| País, território ou mar | Notas                                                                      |
| ----------------------- | -------------------------------------------------------------------------- |
| Oceano Ártico           |                                                                            |
| Rússia                  | Continente (Península Taymyr), Ilha Bolshoy Begichev, e continente de novo |
| Mongólia                |                                                                            |
| China                   |                                                                            |
| Mongólia                | Cerca de 6 km                                                              |
| China                   |                                                                            |
| Mar da China Meridional |                                                                            |
| China                   | Ilha Hainan                                                                |
| Mar da China Meridional | Passa nas disputadas Ilhas Spratly e Ilhas Paracel                         |
| Malásia                 | Ilha de Bornéu                                                             |
| Indonésia               | Ilha de Bornéu                                                             |
| Mar de Java             |                                                                            |
| Indonésia               | Ilha de Java                                                               |
| Oceano Índico           |                                                                            |
| Oceano Antártico        |                                                                            |
| Antártida               | Território Antártico Australiano, reivindicado pela Austrália              |